# Jordan Whitehead
(en) Statistiques sur pro-football-reference
Jordan Whitehead, né le 18 mars 1997 à Pittsburgh (Pennsylvanie), est un sportif professionnel américain de football américain jouant au poste de safety dans la National Football League (NFL) depuis la saison 2018 et pour la franchise des Buccaneers de Tampa Bay depuis la saison 2024.
Au niveau universitaire, il a joué pour les Panthers de l'université de Pittsburgh pendant trois saisons (2015-2017) dans la NCAA Division I FBS et son Atlantic Coast Conference (ACC).
Sélectionné en 117e choix global lors du quatrième tour de la draft 2018 de la NFL par la franchise des Buccaneers de Tampa Bay, il y joue pendant quatre saisons et remporte le Super Bowl LV au terme de la saison 2020,. En 2022, il rejoint les Jets de New York pour deux saisons avant de revenir en 2024 à Tampa Bay.

## Biographie

### Jeunesse
Jordan Whitehead naît le 18 mars 1997 à Pittsburgh en Pennsylvanie de Greg et Antonia Whitehead. Il grandit dans le comté de Beaver et fréquente le lycée de Center Valley High School à Monaca en Pennsylvanie. Au lycée, il joue au football américain mais il fait aussi de l'athlétisme. Il joue des deux côtés du ballon avec Center Valley et est un joueur partant lors de sa saison freshman. À son année senior, il attrape 24 passes pour 471 yards et cours 1 993 yards au sol en 148 essais. Il totalise 35 touchés avec 97 tacles et 7 interceptions. Il se lie avec les Panthers de Pittsburgh le 3 octobre 2014, préférant les Panthers aux Nittany Lions de Penn State et aux Mountaineers de la Virginie-Occidentale.

### Carrière universitaire
Étudiant à l'université de Pittsburgh, Whitehead y joue pour les Panthers de 2015 à 2017 au sein de la NCAA Division I FBS.
Il y obtient une sélection dans la deuxième équipe de l'ACC en 2016 après s'être vu désigné meilleur rookie et meilleur défenseur rookie de l'ACC en 2015,.

### Carrière professionnelle

#### Draft
Whitehead est sélectionné en 117e choix globallors du 4e tour de la draft 2018 de la NFL par la franchise des Buccaneers de Tampa Bay. Il est le 10e safety à avoir été sélectionné lors de cette draft.

#### Buccaneers de Tampa Bay
Le 10 mai 2018, Whitehead signe son contrat rookie de quatre ans pour un montant de 3,12 millions de dollars incluant une prime à la signature de 667 257 dollars avec les Buccaneers de Tampa Bay.
Pour le poste de safety, l'entraîneur principal Dirk Koetter (en) désigne Whitehead 3e remplaçant, derrière Keith Tandy (en) and Isaiah Johnson (en), des deux titulaires Chris Conte (en) et Justin Evans (en). Le 9 septembre 2018, Whitehead fait ses débuts professionnels, principalement en équipes spéciales, lors du premier match de la saison régulière des Buccaneers remporté 48 à 40 contre les Saints. Blessé à l'épaule et aux ischio-jambiers, Whitehead est inactif en 4e semaine contre les Bears. Le titulaire Chris Conte étant blessé au genou, il est titularisé pour la première fois de sa carrière le 14 octobre 2018, réussissant six plaquages (dont 4 en solo) lors de la défaite 29 à 34 contre les Falcons. Avant le match de la 8e emaine, Whitehead est désigné titulaire pour le reste de la saison au poste de strong safety. Il effectue sa meilleur prestation en 12e semaine avec 10 plaquages en solo et deux passes déviées lors de la défaite 9 à 27 contre les 49ers. Il termine sa saison rookie avec un bilan de 76 plaquages (dont 61 en solo) et quatre passes déviées en 15 matchs dont 11 en tant que titulaire. Après un bilan négatif de 5-11 en fin de saison, la franchise se sépare le 30 décembre 2018 de l'entraîneur principal Dirk Koetter.
En compétition avec le rookie Mike Edwards pour le poste de strong safety, le nouvel entraîneur principal Bruce Arians désigne Whitehead titulaire, Edwards étant considéré comme free safety.
Lors de la victoire 55 à 40 contre les Rams en 4e semaine le 29 septembre 2019, Whitehead enregistre deux plaquages en solo, trois passes déviées et réussit sa première interception en carrière sur une passe de Jared Goff destinée au receveur Cooper Kupp. Au cours de la semaine 14, Whitehead totalise neuf plaquages (dont six en solo) lors de la victoire 38 à 35 contre les Colts. La semaine suivante, après avoir réussit un plaquage en solo et une passe déviée, il se blesse aux ischio-jambiers au cours du deuxième quart temps. Le 18 décembre 2019, les Buccaneers le placent officiellement sur la liste des blessés et manque les deux matchs restants de la saison (semaines 16 et 17). Il termine sa deuxième saison avec un total de 69 plaquages (dont 50 en solo), neuf passes déviées, une interception et un fumble recouvert en 14 matchs tous joués en tant que titulaire.
Le coordinateur défensif Todd Bowles choisit de conserver Whitehead comme titulaire et l'associe au rookie Antoine Winfield Jr. pour lancer la saison régulière 2020. Au cours de la 3e semaine lors de la victoire 28 à 10 contre les Broncos, Whitehead totalise cinq plaquages (dont 4 en solo) et réussit son premier sack en carrière sur le quarterback Jeff Driskel (en). Le 8 novembre 2020, Whitehead réussit la meilleure statistique de sa saison avec huit plaquages dont cinq en solo malgré la défaite à domicile 3 à 38 contre les Saints. Le 23 novembre 2020, Whitehead effectue sept plaquages (dont quatre en solo), une passe déviée et intercepte une tentative de passe de Jared Goff. Il terminé la saison 2020 avec 76 plaquages (dont 53 en solo), quatre passes déviées, deux interceptions, deux sacks, un fumble forcé et un fumble recouvert en 16 matchs.
Deuxième de la NFC South, les Buccaneers de Tampa Bay, avec un bilan de 11-5, accèdent à la série éliminatoire 2020 de la NFL. Le 9 janvier 2021, à l'occasion du match de wild card contre la Washington Football Team, Whitehead remporte 31 à 23 son premier match de série éliminatoire, n'y effectuant qu'une passe déviée. Le 24 janvier 2021, Whitehead est titulaire pour la finale de conférence NFC gagnée 31 à 26 contre les Packers, y totalisant cinq plaquages (dont quatre en solo) et deux fumbles forcés (dont un, récupéré par son coéquipier Devin White, sur le running back Aaron Jones). Whitehead se blesse à l'épaule et aux ischio-jambiers pendant ce match et est incertain avant le Super Bowl. Le 7 février 2021, Whitehead participe au Super Bowl LV, mais est limité à deux plaquages en solo. Il remporte sa première bague de Super Bowl en battant les Chiefs de Kansas City 31 à 9,.

#### Jets de New York
Le 17 mars 2022, il signe un contrat de 2 ans pour un montant de 14,5 millions de dollars avec les Jets de New York.
Le 2 octobre, Whitehead réussit la première interception de la saison à l'occasion de la première tentative de passe en carrière du quarterback des Steelers Kenny Pickett.
Au cours de la première semaine de la saison 2023, Whitehead intercepte à trois reprises le quarterback des Bills Josh Allen. Ce faisant, il atteint un objectif contractuel seulement une semaine après le début de la saison, gagnant ainsi un bonus de 250 000 dollars. Il est désigné meilleur joueur défensif de la semaine en AFC pour cette performance.

#### Buccaneers de Tampa Bay
Le 13 mars 2024, Whitehead signe un contrat de deux ans et retourne chez les Buccaneers de Tampa Bay. Le 4 janvier 2025, Whitehead est impliqué dans un accident de voiture alors qu'il se rendait au centre d'entraînement des Buccaneers. Whitehead est ainsi placé sur la liste des joueurs inactifs à la suite de blessures non liées au sport (NFI), l'éloignant des terrains pendant plusieurs semaines, y compris le dernier match de la saison régulière contre les Saints qui permet aux Buccaneers de remporter le titre de la NFC South.

## Vie privée
Whitehead est le cousin de Darrelle Revis, cornerback Pro Bowler qui fut son coéquipier aux Jets de New York